# Drapetis jianyangensis
Drapetis jianyangensis är en tvåvingeart som beskrevs av Yang 2003. Drapetis jianyangensis ingår i släktet Drapetis och familjen puckeldansflugor. Inga underarter finns listade i Catalogue of Life.